# Division d'Honneur 1938-39
La Primera División de Bélgica 1938/39 fue la 39.ª temporada de la máxima competición futbolística en Bélgica. Debido al estallido de la Segunda Guerra Mundial, la temporada 1939/40 de la liga belga fue suspendida después de 9 partidos, y no se reinició hasta 1941/42 (aunque tuvo lugar un campeonato no oficial en la temporada 1940/41).

## Tabla de posiciones
| Pos | Equipo                         | PJ | PG | PE | PP | GF | GC | Pts | DG  | Notas                    |
| --- | ------------------------------ | -- | -- | -- | -- | -- | -- | --- | --- | ------------------------ |
| 1   | Beerschot                      | 26 | 19 | 3  | 4  | 70 | 29 | 41  | +41 |                          |
| 2   | Lierse S.K.                    | 26 | 13 | 8  | 5  | 67 | 37 | 34  | +30 |                          |
| 3   | R.O.C. de Charleroi-Marchienne | 26 | 15 | 3  | 8  | 60 | 44 | 33  | +24 |                          |
| 4   | RFC Malinois                   | 26 | 14 | 4  | 8  | 64 | 45 | 32  | +19 |                          |
| 5   | R.S.C. Anderlecht              | 26 | 11 | 6  | 9  | 45 | 47 | 28  | -2  |                          |
| 6   | Royale Union Saint-Gilloise    | 26 | 9  | 6  | 11 | 57 | 60 | 24  | -3  |                          |
| 7   | K Boom FC                      | 26 | 9  | 6  | 11 | 40 | 55 | 24  | -15 |                          |
| 8   | Royal Antwerp FC               | 26 | 8  | 7  | 11 | 53 | 51 | 23  | +2  |                          |
| 9   | Standard Liège                 | 26 | 8  | 7  | 11 | 62 | 67 | 23  | -5  |                          |
| 10  | White Star Woluwé F.C.         | 26 | 8  | 6  | 12 | 45 | 64 | 22  | -19 |                          |
| 11  | Cercle Brugge K.S.V.           | 26 | 8  | 6  | 12 | 38 | 56 | 22  | -18 |                          |
| 12  | La Gantoise                    | 26 | 7  | 7  | 12 | 32 | 37 | 21  | -5  |                          |
| 13  | Daring Club Bruxelles          | 26 | 4  | 12 | 10 | 31 | 48 | 20  | -17 | Descenso a la Division I |
| 14  | RFC Brugeois                   | 26 | 6  | 5  | 15 | 40 | 64 | 17  | -24 | Descenso a la Division I |

PJ = Partidos jugados; PG = Partidos ganados; PE = Partidos empatados; PP = Partidos perdidos; GF = Goles a favor; GC = Goles en contra; Pts = Puntos; DG = Diferencia de goles